# Prusias II của Bithynia
Prusias II Cynegus ("Thợ săn", sống vào khoảng 220 TCN-149 TCN, trị vì từ khoảng 182 TCN-149 TCN) là vị vua Hy Lạp của xứ Bithynia. Ông là con trai và người kế vị của vua Prusias I với hoàng hậu Apama III.

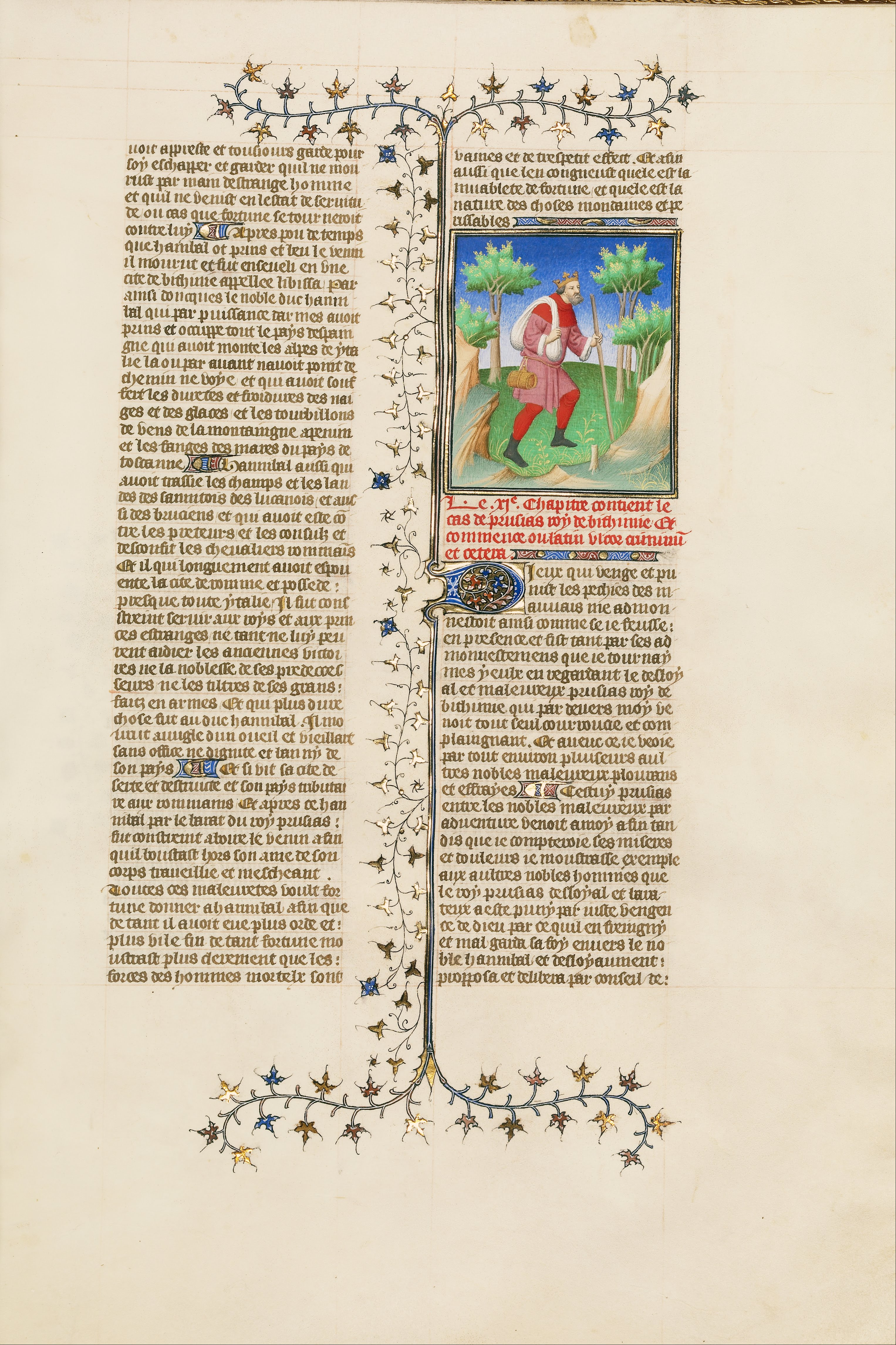
Prusias II, King of Bithynia, Reduced to Begging

Dưới triều đại của mình, Prusias đã cùng với vua Pergamon, Eumenes II tiến hành một cuộc chiến tranh chống lại vua Pharnaces I của Pontos (181-179 TCN). Sau đó, ông đã xâm chiếm lãnh thổ của Pergamon (156-154 TCN), chỉ để bị đánh bại, và người Pergamon đã khăng khăng đòi bồi thường nặng nề. Prusias đã kết hôn người em họ bên ngoại của mình, Apame IV, một công chúa từ triều đại Antigonos, và bà đã sinh cho ông một con trai có tên là Nicomedes II. Để giải quyết vấn đề bồi thường cho người Pergamon, ông đã phái người con trai mình, Nicomedes II, đến Rome để yêu cầu họ giúp đỡ, nhưng Nicomedes đã nổi loạn và trở thành vua sau đó.